# Homer's Enemy
"Homer's Enemy" er det treogtyvende afsnit af The Simpsons' ottende sæson og blev vist første gang på den amerikanske tv-station Fox 4. maj 1997. Afsnittets handling er centreret omkring det lokale kraftværks ansættelse af figuren Frank Grimes. Homer forsøger at blive ven med Grimes, men Grimes ender med at hade Homer og erklærer selv sig som Homers fjende. Som et sekundært handlingsforløb køber Bart en nedlagt fabrik for en dollar.
Afsnittet blev instrueret af Jim Reardon og skrevet af John Swartzwelder, selv om ideen kom fra Bill Oakley. Frank Welker er gæstestjerne og indtalte vicedirektørhundens stemme.
"Homer's Enemy" er et af de mere alvorlige afsnit i The Simpsons og er en favorit blandt folkene fra produktionsholdet, deriblandt Bill Oakley, Josh Weinstein, Matt Groening og Ricky Gervais. Selv om Grimes kun optrådte i dette afsnit, blev han senere udvalgt til listen over "Top 25-Simpsons-figurer" af IGN.

## Handling
I en udgave af Kent's People fortæller Kent Brockman historien om Frank Grimes, en mand, som skulle kæmpe for alt det, han fik. Efter at have set showet bliver Mr. Burns så rørt, at han beder Smithers om at hyre Grimes som sin vicedirektør. Burns hører dog den følgende dag om en lignende, rørende historie om en heltemodig hund og udpeger hunden som ny vicedirektør. Som konsekvens bliver Grimes degraderet til sektor 7G, hvor han skal arbejde sammen med Homer, Lenny og Carl. Grimes begynder hurtigt at hade Homer og irriteres af hans munterhed, ringe arbejdsmoral og generelle uansvarlighed.
I et andet handlingsforløb keder Bart sig under et besøg på Springfields rådhus og køber ejendommen "35 Industry Way" for en dollar på en tvangsauktion. Ejendommen viser sig at være en nedlagt, gammel fabrik. Bart og Milhouse tager ud på fabrikken. Senere i afsnittet forlader Bart stedet om aftenen og giver Milhouse posten som nattevagt. Da han kommer tilbage næste dag er fabrikken er styrtet sammen.
På kraftværket går Homers opførsel Grimes på, en opførsel der indebærer, at han spiser Grimes’ frokost, tygger i Grimes’ blyanter med monogram og ignorerer de grundlæggende sikkerhedsadvarsler. Trods Grimes' frustration forhindrer han Homer i at drikke et bæger svovlsyre ved at slå det ud af hænderne på ham, hvorefter bægeret rammer ind i en væg, der straks ødelægges af syren. Mr. Burns, der tilfældigt går forbi, misforstår situationen og irettesætter Grimes for at ødelægge væggen og spilde hans værdifulde syre. Dog giver Burns Grimes en ny chance, dog til en lavere løn og lavere status. En vred Grimes marcherer ind på Homers arbejde og erklærer sig nu som Homers fjende.
Homer gør et forsøg på at dæmpe Grimes' vrede ved at invitere ham til sit hjem for at spise hummer. Grimes' besøg til familien Simpsons' hus forøger kun hans vrede; han ophidses af Homers evne til at leve et behageligt, gift liv trods hans sløve og uvidende opførsel. En bitter Grimes kalder Homer for en bedrager og styrter væk i vrede. Den næste dag prøver Homer igen at få Grimes' respekt ved at opføre sig som en ordentlig medarbejder, men hans forsøg fejler. Grimes taler nedværdigende om Homer til Lenny og Carl, som begge synes, at Homer er en vigtig og ordentlig person. Grimes siger, at han ville dø lykkelig, hvis han bare kunne bevise, at Homer havde en 6-årigs IQ. For at bevise dette narrer Grimes Homer til at deltage i en kraftværksdesignskonkurrence for børn. Homer, der ikke ved, at konkurrencen kun er for børn, går meget op i konkurrencen i et forsøg på at vise sin professionalisme.
Til prisceremonien tildeler Mr. Burns Homer førstepræmien. Publikums bifald og jubelråb gør Grimes rasende, og han giver sig til at løbe rundt på værket. Han siger, at han er Homer Simpson, og at han derfor ikke behøver sikkerhedshandsker. Grimes tager fat i en højspændingsledning og bliver dræbt af den elektriske strøm. Under begravelsen falder Homer i søvn og i en døsig tilstand kræver han, at Marge skifter tv-kanal, hvilket får de deltagende sørgende til at grine, mens ligkisten sænkes ned i jorden.

## Produktion
Oakley/Weinstein-holdets mål var at skabe adskillige afsnit i hver sæson, som ville "give ideerne et skub". Ideen til "Homer's Enemy" blev først udtænkt af Bill Oakley, som syntes, at Homer skulle have en fjende. Tanken udviklede sig til ideen om en "virkelig" medarbejder, som enten ville holde af eller hade Homer. Forfatterne valgte den sidste, da de mente det ville give sjovere resultater. Resultatet blev figuren Grimes, en mand, som skulle arbejde hårdt hele sit liv og intet have at vise for det, og som forfærdes og bliver bitter af at se Homers succes og behagelighed til trods for hans naturlige dovenskab og uansvarlighed.
"Homer's Enemy" udforsker de komiske muligheder ved at en virkelig person med en stærk arbejdsmoral, skal arbejde sammen med Homer i hans arbejdsmiljø. I afsnittet vises Homer som en gennemsnitsmand og kropsliggørelsen af den amerikanske sjæl, dog fremhæves hans negative karaktertræk og fjollerier i nogle scener. Ved afslutningen af afsnittet gøres Grimes, en hårdtarbejdende og udholdende "virkelig amerikansk helt", til modstander, og meningen er, at seeren skal nyde Homers sejr. I et interview med "Simpsons"-fansiden NoHomers.net sagde Josh Weinstein:
| Citat          | Vi ønskede at lave et afsnit, hvor tanken var "Hvad hvis en virkelig, normal person skulle gå ind i Homers univers og møde ham?" Jeg ved godt dette afsnit er kontroversielt og splittende, men jeg elsker det bare. Det føles virkelig som det, der ville ske, hvis et virkeligt, noget humorforladt menneske skulle møde Homer. Der var noget snak [på NoHomers.net] om slutningen; vi gjorde det kun fordi (1) det er meget sjovt og chokerende, (2) vi elsker lektien "nogle gange kan man bare ikke vinde"; hele Frank Grimes-afsnittet er en lektion om frustration, og Homer ler sidst, og (3) vi ønskede at vise, at det at være Homer Simpson i virkeligheden kunne være meget farligt og livsfarligt, som Frank Grimes desværre lærte. | Citat |
| Josh Weinstein | |       |

Frank Grimes blev oprindeligt designet som en "tidligere marinefyr med kortklippet hår", men han blev modelleret over Michael Douglas' figur i filmen Falling Down og instruktøren Jim Reardons værelseskammerat fra universitetet. Josh Weinstein har udtrykt sin fortrydelse over at have slået Grimes ihjel efter kun et afsnit og beskrev ham som "sådan en fantastisk figur."

### Casting
Hank Azaria indtalte Frank Grimes' stemme, selv om sådan en rolle normalt ville blive spillet af en gæstestjerne. Producerne mente, at Azaria var mere egnet, fordi rollen involverede en masse frustration og krævede meget viden om showet. Azaria, som syntes, at rollen skulle gå til William H. Macy, efterlignede mange af Grimes' manerer efter Macy.

## Modtagelse
Warren Martyn og Adrian Wood, forfatterne af I Can't Believe It's a Bigger and Better Updated Unofficial Simpsons Guide beskrev afsnittet som "et af seriens alvorligste afsnit, der ender sørgeligt, men er ikke desto mindre også en af de mest vittige og geniale i årevis." I en Entertainment Weekly-artikel fra 2000 rangerede Matt Groening afsnittet som sit sjetteyndlings Simpsons-afsnit. Afsnittet er et af Josh Weinsteins favoritter, og han fremhæver scenen, hvor Grimes besøger Simpson-hjemmet, som en af sine yndlingsscener, mens The Office-skaberen Ricky Gervais har kaldt afsnittet "det mest komplette afsnit".
Da afsnittet første gang blev vist, syntes mange fans, at det var for alvorligt, usjovt, og, at Homer blev vist som overdrevet uopdragen. Som resultat fik afsnittet karakteren B- (2,51) på The Simpsons Archive. I dvd-kommentarsporet siger Josh Weinstein, at han betragter dette afsnit som et af de mest kontroversielle i de sæsoner, han har arbejdet på, da det indeholder skarp observerende humor, som mange fans "ikke opfattede". Weinstein taler også om en "generationskløft" – afsnittet blev oprindeligt afvist af seerne, men er siden blevet en favorit blandt fansene, som voksede op med showet.
I 2006 udgav IGN en liste over "Top 25 Perifæriske Simpsons-figurer", hvor Frank Grimes blev rangeret som nummer 17, hvilket gjorde ham til den eneste engangsfigur, som kom på listen. I 2007 kaldte Vanity Fair "Homer’s Enemy" The Simpsons' syvendebedste afsnit nogensinde. John Orvted sagde, at det var "det mest alvorlige Simpsons-afsnit nogensinde… At se [Grimes] fejle og blive destrueret fuldstændigt, da han går ind i Homers verden er fantastisk og tilfredsstillende."

## Arv
Frank Grimes er siden blevet refereret til mange gange i showet, ofte ved at vise hans gravsten, sædvanligvis med teksten "Grimey" (øgenavnet Homer gav Grimes, som han hadede) eller nogle gange "Homer’s Enemy" i midten af stenen eller tilfældigt nævne ham ved navn. I et afsnit fra fjortende sæson, "The Great Louse Detective", afsløres det, at han var far til en søn, der hedder Frank Grimes Jr., som prøver at dræbe Homer. Grimes’ død vises også i dette afsnit.
Chief Wiggums citat "Ralphie, get off the stage, sweetheart" bruges som omkvædet i sangen "Ralph Wiggum" af Bloodhound Gang.